# Первомайский заказник
Первомайский заказник (Елово-пихтовые леса Уфимского плато, баш. Первомайск заказнигы) — государственный природный комплексный (ландшафтный) заказник республиканского значения, расположенный в Нуримановском районе Республики Башкортостан.

## Обзор
Охрану территории заказника, а также мероприятия по сохранению биологического разнообразия и поддержанию в естественном состоянии природных комплексов и объектов на территории заказника осуществляет государственное бюджетное учреждение «Дирекция по особо охраняемым природным территориям Республики Башкортостан».
Заказник образован на участках лесного фонда. Общая площадь территории заказника составляет 1748 га. Заказник расположен в пределах Уфимского плато, занимает область верховьев реки Яман-Елга, включает кварталы N 107—110, 139—142 Первомайского участкового лесничества государственного бюджетного учреждения Нуримановское лесничество.
Заказник создан для сохранения, изучения и поддержания гено- и ценофонда, эталонных широколиственно-темнохвойных лесов; сохранения, восстановления и воспроизводства объектов растительного и животного мира, в том числе редких и находящихся под угрозой исчезновения.